# 第三者のためにする契約
第三者のためにする契約（だいさんしゃのためにするけいやく）とは、当事者の一方が第三者に対してある給付をするという契約。

## 契約の成立
第三者のためにする契約は債権者（要約者）と債務者（諾約者）の契約で、諾約者が第三者（受益者）に対してある給付をすることを約することで成立する（民法537条1項）。
2017年の改正民法で民法537条2項として契約時に第三者が現に存しない場合又は第三者が特定していなくてもよいとする判例法理が明文化された（2020年4月1日施行）。なお、法改正で旧民法537条2項は民法537条3項となった。

## 第三者の権利
第三者は、債務者に対して直接にその給付を請求する権利を有する（民法537条1項）。第三者の権利は、その第三者が債務者に対して同項の契約の利益を享受する意思を表示した時に発生する（民法537条3項）。第三者の権利が発生した後は、当事者は、これを変更し、又は消滅させることができない（民法538条1項）。
2017年の改正前民法では、第三者の権利が発生した後に債務者（諾約者）が履行しない場合に、債権者（要約者）は第三者の承諾なく契約を解除できるか解釈上疑義があった。2017年の改正民法では債務者がその第三者に対する債務を履行しない場合には、契約の相手方は、その第三者の承諾を得なければ、契約を解除することができないとして立法的に解決した（民法538条2項）。ただし民法538条2項は任意規定なので異なる定めは可能である。

## 債務者の抗弁
債務者は、第五百三十七条第一項の契約に基づく抗弁をもって、その契約の利益を受ける第三者に対抗することができる（民法539条）。